# Kerkje aan de Zee (Urk)
Het Kerkje aan de Zee is het oudste kerkgebouw van Urk. Het werd gebouwd in 1786 op de plek van een oudere kerk. De kerk is eigendom van de Kerkvoogdij van de Hervormde Gemeente Urk en de kerktoren is eigendom van de gemeente Urk. De kerk heeft de status van rijksmonument. 
In de kerk worden op zondag geen erediensten gehouden, wel worden er nog trouwdiensten gehouden en in de winter worden soms speciale diensten georganiseerd in het Urker dialect, de zogenaamde Urker Vespers. In de kerk zijn twee scheepsmodellen te vinden zijn: een koopvaardijschip en een botter. Een derde schip, een turfpraam, is inmiddels verhuisd naar kerkgebouw de Ark. 

## Geschiedenis
De eerste kerk van Urk stond in het dorp Espelo. Dit dorp lag ten westen van Urk. Door afslag kwam dit kerkje voor de kust te liggen. Kerkgangers moesten wadend door het water naar de kerk. Besloten werd om een kerk bovenop het eiland te bouwen. De voorganger van het huidige kerkje werd gebouwd rond het jaar 1600.  De kerk werd in 1786 herbouwd door ingenieur Johan Samuel Creutz, een der directeuren van de stadsfabriek van Amsterdam, voor een bedrag van nog geen 15.000 gulden. De reden van herbouw lag in het feit dat het kerkje zo bouwvallig was geworden dat het moest worden afgebroken.
De gevelsteen boven de hoofdingang bevat een viertal wapens, namelijk die van West-Friesland en Holland (boven), de hoge heerlijkheid Urk en Emmeloort (rechtsonder), Amsterdam (midden) en het familiewapen van Henrick Hooft, burgemeester van Amsterdam en heer van Urk (linksonder). Daarnaast zijn er nog een aantal andere symbolen in het wapen verwerkt, zoals een anker, een bijbel en ook een graflamp. Dit laatste verwijst naar de andere functie van de kerk en het hof daaromheen: begraafplaats.
De toren is niet meer geheel de oorspronkelijke; de koepelvormige bekroning werd in 1896 door een achtkante lantaarn met naaldspits vervangen, die op zijn beurt in 1954 plaats moest maken voor de huidige uivormige bekroning naar ontwerp van Philip Bolt. In de jaren 1988/1989 werd het kerkje gerestaureerd.
De torenklok van het kerkje stamt uit 1456. Op 9 april 1931 begaf de luidklok het. Na vijf jaar was er voldoende geld om de klok te laten overgieten. Eind 1936 werd de klok weer in gebruik genomen. Op de klok staat te lezen: Sunte = Michale * Albert Mincsoen * Henrüc = botensoen Kerkmesteren + deden = mi = maken MCCCCLVI.

## Orgel
In 1905 werd er voor het eerst een orgel in de kerk geplaatst, een ouder instrument dat van elders is overgebracht. In 1928 werd het orgel gerestaureerd en in 1942 vervangen. Orgelmaker Reil uit Heerde bouwt in dat jaar een orgel met een pneumatisch kegelladesysteem. In 1957 nam de restauratie van dit instrument plaats. In 1981 verdween het orgel uit de kerk en werd vervangen door een Vermeulen-orgel uit 1929.
Na de restauratie van 1988 werd het orgel vervangen door dat van de Kerk van Munnekeburen. Het is in 1901 gemaakt door L. van Dam en Zonen uit Leeuwarden.

## Lijst van predikanten
Hieronder volgt een lijst van predikanten die in het Kerkje aan de Zee gestaan hebben. De lijst is nog incompleet.
| Nr. | Naam                          | van               | tot               | bijzonderheden |
| --- | ----------------------------- | ----------------- | ----------------- | --- |
| 1.  | Petrus Salebien               | 1628              | 1637              | oude kerk Nederduits Gereformeerde Kerk |
| 2.  | Fransiscus Pinaeus            | 1637              | 1654              | |
| 3.  | Richard A'Landt-Werven        | 1654              | 1681              | |
| 4.  | Suffrides Dirksz Cantor       | 1681              | 1710              | |
| 5.  | Warnerus van Diepen           | 29 januari 1711   | 17 november 1720  | oude kerk van 29-1-1711 tot 1714 nieuwe kerk van 1714 tot 1720 |
| 6.  | Petrus de Bruijn              | 1720              | 1727              | |
| 7.  | Nicolaas Ribbers              | 1727              | 1730              | |
| 8.  | Daniel Johannes Weerman       | 12 december 1730  | 26 maart 1780     | |
| 9.  | Johannes Henricus Schmidt     | 27 augustus 1780  | 2 oktober 1808    | nieuwe kerk van 27 augustus 1780 tot 24 november 1782 loods van 24 november 1782 tot 3 september 1786 kerkje aan de zee van 3 september 1786 / 14 mei 1787 tot 2 oktober 1808 |
| 10. | L. Bakker                     | 2 oktober 1808    | 24 september 1809 | |
| 11. | A. H. Weijland                | 24 september 1809 | maart 1811        | predikant te Enkhuizen neemt diensten waar |
| 12. | Johannes Thieleman van Baalen | maart 1811        |                   | oefenaar |
| 13. | Sipke Leonard Napius          | 5 mei 1811        | 12 november 1820  | tot 1816 Nederduits Gereformeerde Kerk vanaf 1816 Nederlandse Hervormde Kerk                                                                                                  |
| 14. | Jacobus Albertus Romkes       | 8 april 1821      | 17 maart 1831     | |
| 15. | Petrus Jacobus ter Plegt      | 9 oktober 1831    | 17 oktober 1847   | |
| 16. | Jan Pieter van Hall           | 1849              | 1860              | |
| 17. | Jacob Nentjes                 | 11 mei 1862       | 20 januari 1873   | |